# 電量損失
電量損失或容量損失（Capacity loss或capacity fading）是蓄電池的一個現象，隨著使用次數增加，充電後，在額定電壓下可提供的電量漸漸減少。
2003年時曾報導鋰離子電池在充放電500次後，電量減少12.4%至24.1%，平均每次充放電減少0.025–0.048%。

## 應力因素
鋰離子電池的電量損失會受到許多因素的影響，包括環境溫度、放電速率，以及電量狀態（SOC）。
電量損失和溫度有很大的關係，若溫度在25 °C，電量損失最小，溫度距離25 °C越遠，電量損失都越大。
電量損失對充放電速率（C-rate）很敏感，充放電速率越大，每次充放電的電量損失越大。锂离子电池低放電速率下的電量損失主要是因為化學機制的退化，而高充放電率下的電量損失則是因為機械結構的退化。
以鈷酸鋰作為陽極的鋰離子電池，其電量損失和每次充放電的平均SOC以及SOC變化（ΔSOC）有關。頭五百次充放電時，平均SOC對電量損失的影響比較大，在之後的測試，電量損失則是受SOC變化所影響。